# Francis Joseph Cole
Francis Joseph Cole (3. února 1872, Londýn, Anglie – 27. ledna 1959, Reading, Anglie) byl britský zoolog, profesorem na univerzitě v Readingu a také první předseda místní katedry zoologie. Je také zakladatel Muzea zoologie, které vystavují jeho vlastní sbírky. Byl bibliofil, vlastnil přes 8000 publikací, které jsou dnes uloženy v Coleově knihovně.

## Biografie
Narodil se 3. února 1872 v Claphamu v Londýně, kde také navštěvoval základní školu spojenou s místním kostelem sv. Pavla a poté střední školu Sir Walter St John’s v Battersea. V obou těchto institucích nebylo neobvyklé používání dřevěné hůlky pro trestání neukázněných žáků. Poté, co opustil střední školu se rozhodl, že se bude věnovat žurnalistice. Kromě toho, že ve škole vyhrál matematickou soutěž, měl také nadání pro psaní esejí a článků, a tak začal svou kariéru novináře v místních novinách v Claphamu. Poté pracoval také ve Fleet Street, Brightonu, East Grinsteadu a také Sussex Daily News. Nebyl jako novinář šťastný a neustále usiloval o sebevzdělávání. Bral soukromé lekce chemie a učil se latinu a řečtinu na přijímací zkoušky na Oxford.
V té době se také začal více zajímat o biologii, později zejména o zoologii, která jej fascinovala. J. G. Romanes, který ho učil zoologii, jej doporučil profesorovi Edinburské univerzity J. Cossar Ewartovi, u kterého se stal v roce 1892 asistentem. Dr. Romanes měl také podíl na tom, že byl přijat na Christ Church, kde měl být jeho asistentem výzkumu. Bohužel poté co Dr. Romanes onemocněl, musel Cole Oxford opustit. Od roku 1894 vyučoval zoologii na univerzitě v Liverpoolu, kde zůstal zde 12 let. Roku 1906 opustil Liverpool a stal se lektorem zoologie na univerzitě v Readingu. Toto oddělení bylo poměrně malé, ale pod jeho vedením se úspěšně rozrůstalo. Byl zde zvolen prvním předsedou katedry zoologie a toto místo si držel po dalších 33 let, než odešel do důchodu. Na univerzitě založil Muzeum zoologie, jehož základy postavil na vlastních sbírkách precizně vytvořených vzorků a sklíček.
V době první světové války se pokoušel zapojit jako voják, ale armáda jej kvůli věku nepřijala - bylo mu již 42 let. Přesto po zbytek války pomáhal dělostřelectvu v Great Yarmouth zakreslováním pobřežních oblastí pro přesnější střelbu na námořnictvo. V roce 1939 v 67 letech odešel do důchodu z postu předsedy katedry zoologie a na jeho počest bylo jím založené muzeum přejmenováno na Coleovo muzeum zoologie. V důchodu pak strávil několik let připravováním katalogu své rozsáhlé sbírky knih a zároveň napsal jedno ze svých nejvýznamnějších děl History of comparative anatomy from Aristotle to the eighteenth century ("Historie srovnávací anatomie od Aristotela po 18. století" – překl. aut.). Roku 1958 vyšla jeho poslední publikace nazvaná Obiter Dicta Bibliographica, která obsahuje historii Coleových úspěchů a neúspěchů při nakupování a sbírání knih do jeho soukromé knihovny. Francis Joseph Cole zemřel 27. ledna 1959 na opakovanou zástavu srdce.

## Coleova knihovna a výzkumná činnost
F. J. Cole měl velkou zálibu v přírodovědných knihách, zejména zoologických. Ve svých 17 letech začal kupovat knihy s touto tematikou a tento koníček mu vydržel po dalších téměř 70 let. Celý svůj život byl horlivých nákupcem knih a měl velmi rozsáhlou znalost této literatury. „Byl ve styku s prodejci knih z různých zemí světa.“ Ve svém spisu Obiter Dicta Bibliographica napsal že „každé ráno před I. světovou válkou dostával 5 i více katalogů knih z různých koutů Evropy.“. Za své knihy však díky dobrým stykům s prodejci nemusel platit vysoké částky, mnoho knih získal jen za zlomek ceny uváděné v knihkupectví. Např. za první edici Hookovy Mikrografie (Micrographia) zaplatil pouze 2 libry, zatímco cena v obchodech se vyšplhala na £ 620. Díky takovéto podpoře mohla jeho sbírka knih dosáhnout několika tisíc jednotek, které byly uloženy u něj doma, kde byly přístupné studentům.
„F. J. Cole nakupoval především práce ilustrující historii rané medicíny a zoologie a částečně také práce z oblasti srovnávací anatomie a reprodukční fyziologie. Evropské publikace jsou zde skvěle reprezentovány mezi svazky více než 1700 knih předcházejících roku 1851.“ Coleova osobní knihovna byla po jeho smrti vystavena v Coleově muzeu zoologie jako samostatná kolekce a čítá na 8000 prací. „Mezi nejvíce ceněné knihy patří první edice Darwinova O původu druhů (1859), první edice repliky Plinia Staršího Historia Naturalis (1472) a první edice knihy Systema naturae od Carla Linné.“ Dalším Coleovým velkým koníčkem byli samotní živočichové. Inspirován Darwinovou prací o kroužkovcích, přestavěl svoji ložnici na minilaboratoř a zkoumal červy. I tato Coleova záliba se později stala velmi podstatnou součástí Univerzity v Readingu, kde na svých sbírkách mikroskopických sklíček, které sám pečlivě vypracoval a skladoval, postavil základy Muzea zoologie. „Kolekce muzea však nevytvářel pouze Cole sám, díky své tvůrčí povaze vypracoval různé nápadité prostředky jak rozšířit muzejní sbírku. Povzbuzoval zahraniční návštěvníky i své studenty, aby ze svých výzkumných projektů a prázdnin vozily na Univerzitu zajímavé nálezy. V současné době si zřídka neporušená sbírka muzea zachovává status jedné z nejvýznamnějších a nejkompletnějších sbírek týkajících se srovnávací anatomie – studia rozdílů mezi zvířaty."

## Úspěchy
Ve svém volnu během prázdnin v Liverpoolu dosáhl v roce 1901 díky svému výzkumu titulu B.Sc. (tzn. Bachelor of Science – Bakalář vědy) na Jesus College v Oxfordu. V roce 1902 byl oceněn hodnotnou cenou Rolleston Memorial Prize o kterou soutěží studenti Oxfordu a Cambridge. V roce 1908 mu byla udělena cena Neill Gold Medal a také Prize of the Royal Society of Edinburgh za jeho výzkum a články o morfologii sliznatek. O dva roky později získal na Oxfordu titul D.Sc. (tzn. Doctor of Science – Doktor věd). V roce 1926 byl zvolen členem Fellowship of the Royal Society. Poté, co roku 1939 opustil Univerzitu v Readingu mu byl o rok později udělen titul emeritního profesora (Professor Emeritus).

## Význam pro informační vědu a knihovnictví
Coleův přínos pro vědu obecně je velký, pro informační vědu a knihovnictví možná největší. Cole jako první, společně s Ealesovou, publikoval článek o bibliometrických patentech. Jako první se zabýval jejich uplatňováním na akademické práce. Ve své práci The history of comparative anatomy Part 1. A statistical analysis of the literature z roku 1917 se Cole a Ealesová zaměřují na myšlenku využití počtu publikovaných produktů vědeckého výzkumu k měření aktivity v této oblasti. V publikaci se primárně zabývají otázkami patentu - komu udělovat, na jakém základu je udělovat, na jak dlouho - a mimo jiné také územní zařazení samotných děl. Toto dílo se stalo stěžejním pro oblast bibliometrie.

### Vznik bibliometrie
F. J. Cole se tak stal „zakladatelem“ bibliometrie, která svůj název získala až v roce 1969, kdy jej zavedl Alan Pritchard.„Definice bibliometrie od Whitea & McCaina (1989): ,Bibliometrie je kvantitavní studie literatur, tak jak jsou reflektovány v bibliografiích. Jejím úkolem, neskromně velkým, je poskytnout vývojové modely vědy, technologie a vzdělanosti.’“

## Publikační činnost
Francis Joseph Cole za svůj život napsal téměř stovku článků publikovaných v různých vědeckých i nevědeckých časopisech. Středem jeho výzkumu byla primárně zoologie, věnoval se však také literatuře a bibliometrii.
Nejvýznamnější Coloevou prací je kniha History of comparative anatomy from Aristotle to the eighteenth century (Historie srovnávací anatomie od Aristotela po 18. století – překl. aut.) z roku 1944 čítající 524 stran a shrnující dosavadní vědění v oblasti srovnávací anatomie. Při této práci čerpal Cole ze své sbírky knih věnujících se tomuto tématu, Dalším dodnes významným dílem je kniha Early Theories of Sexual Generation (1930 – Rané teorie pohlavního rozmnožování – překl. aut.), která v podstatě shrnuje první teorie pohlavního rozmnožování, od nalezení spermie a vajíčka, po teorii přirozeného oplodnění od Von Baera.

### Seznam publikací[1]
- 1892. The physiology of the clitellum in Lumbricus terrestris. Edinburgh University Darwinian Society 28 pp. 1 Plate.
- 1893. Notes on the clitellum of the earthworm. Zoological Anz. 16, 440-446, 453-457.
- 1893. Notes on the clitellum of the earthworm. A few words in reply. Zoological Anz. 17, 285-286.
- 1895. A case of hermaphroditism in Rana temporaria. Anat. Anz. 11, 104-112.
- 1895. (With J. C. EWART). On the dorsal branches of the cranial and spinal nerves of Elasmobranchs. Proc. Royal Society Edinburgh 20, 475-480.
- 1896. The cranial nerves of Chimaera matutrosa. Proc. Royal Society Edinburgh 21, 49-56.
- 1896. On the sensory and ampullary canals of Chimaera. Anat. Anz. 12, 172-182,
- 1896. On the cranial nerves of Chimaera monstrosa. (L.1754); with a discussion of the lateral line system and of the morphology of the chorda tympani. Trans. Royal Society Edinburgh 38, 631-680.
- 1897. On the structure and morphology of the intromittent sac of the male guinea-pig (Cauia cobaya). Journal Anat. Phys. 32, (N.S. 12) 141-152.
- 1898. Reflections on the cranial nerves and sense organs of fishes. Trans. Liverpool Biol. Society 12, 228-247.
- 1898. Observations on the structure and morphology of the cranial nerves and lateral sense organs of fishes, with special reference to the genus Gadus. Trans. Linn. Society Londýn (ser. 2) 7, Zoology, 115-221.
- 1898. The peripheral distribution of the cranial nerves of Ammocoetes. Anat. Anz. 15, 195-200.
- 1899. On the cranial nerves and sense organs of fishes. A reply. Anat. Anz. 16, 40-40.
- 1899. On the discovery and development of rhabdite 'cells' in Cephatodiscus dodecalophus McIntosh. Journal Linn. Society London Zoology, 27, 256-268.
- 1900. A proposed neurological bibliography of the Ichthyopsida. Journal Comp. Neurol. 10, 214-217.
- 1900. Notes on Professor Judson Herrick's paper on the cranial nerves of the codfish. Journal Comp. Neurol. 10, 317-322.
- 1901. Some variations in the spinal nerves of the frog, with a note on an abnormal vertebral column. Trans. Liverpool Biol. Society 15, 114-125.
- 1901. (With J. Jonsrrotte.) L.M.B.C. Memoirs on typical British marine plants and animals. 8. Pleuronteles. Londýn: Williams and Norgate, 252 pp.
- 1905. Notes on Myxine, I. Anat. Anz. 27, 323-326.
- 1905. A monograph on the general morphology of the myxinoid fishes, based on a study of Myxine. Part I. The anatomy of the skeleton. Trans. Royal Society Edinburgh 41, 749-788.
- 1906. The bionomies of grain weevils. Journal Econ. Biol. 1, 63-71.
- 1906. (With W. J. Dante.) Further observations on the cranial nerves of Chimaera. Anat. Anz. 28, 595-599.
- 1907. A monograph on the general morphology of the myxinoid fishes, based on a study of Mixine. Part 2. The anatomy of the muscles. Trans. Royal Society Edinburgh 45, 683-757.
- 1908. The ecclesiastical architecture of Berkshire. Reading University Coll. Rev. 1, 38-44.
- 1909. A monograph on the general morphology of the myxinoid fishes, based on a study of Myxine. Part 3. Further observations on the skeleton. Trans. Royal Society Edinburgh 46, 669-681.
- 1910 Tone perception in Gammarus pulex. Proc. Royal Society B, 82, 391-396.
- 1911 An analysis of the church of St.Marry, Cholsey, in the county of Berkshire. Oxford, London and Reading: Blackwell, Frowde and Poynder. viii and 62.
- 1912 A monograph on the general morphology: of the myxinoid fishes, based on a study of Myxine. Part 4. On some peculiarities of the afferent and efferent branchial arteries of Myxine. Trans. Royal Society Edinburgh 48, 215-230.
- 1913. Part 5. The anatomy of the gut and its appendages. Trans. Royal Society Edinburgh 98, 293-344.
- 1913. The early days of comparative anatomy. Trans. Liverpool Biol. Society 27, 143-176.
- 1914. Notes on the vascular system of Myxine. Anat. Anz. 46, 478-485.
- 1914. History of the anatomical museum. In A miscellany presented to John Macdonald Mackay, L.L.D. July, 1914. pp. 302–317. Liverpool: The University Press and London: Constable & Co.
- 1915. (With N. B. Eales) Materials for a graphic history of comparative anatomy. Rep. British AsSociety pp. 464–468.
- 1917. (With N. B. Eales) The history of comparative anatomy. Part 1. A statistical analysis of the literature. Science Progr. 11, 571-596.
- 1921. The history of anatomical injections. In Studies in the history and method of science, edited by C. Singer, 2, 285-343. Oxford: Clarendon Press.
- 1923. The vascular system of Myxine. Rep. British As Society pp. 450–451.
- 1925. The vascular system of Myxine. Proc. Anat. Society G. British 1921-25, p. 112.
- 1925. A monograph on the general morphology of the myxinoid fishes, based on a study Myxine. Part 6. The morphology of the vascular system. Trans. Royal Society Edinb. 54, 309-342.
- 1926. The history of protozoology. Two lectures delivered before the University of London at King's College in May 1925. University of London Press. 64 pp.
- 1930. Early theories of sexual generation. Oxford: Clarendon Press. x + 230. 1931. Darwin and Darwinism. Being a review of 'The history of Biological Theories' by Emanuel Radl, translated and adapted from the German by E. J. Hatfield. Science Progr. 25, 519-523.
- 1932. Goethe as biologist. Nature, Londýn 129, 423-425.
- 1932. Bibliographia zoologica. Nature, Londýn 130, 111-112.
- 1932. Lecuwenhock, 1622-1723. Nature, Londýn 130, 679-680.
- 1933. Linnacana. Nature, Londýn 132, 911-912.
- 1934. The anatomy of the Salamander. By E. T. B. Francis. With an historical introduction by Professor F. J. Cole, D.Sc., F.R.S. Oxford: Clarendon Press.
- 1934. J. J. A biographical note. In James Johnstone Memorial Volume. Liverpool University Press, 1-11.
- 1935. A history of embryology. Science Progr. 30, 367-369.
- 1936. James Hartley Ashworth, D.Sc., F.R.S. University of Edinburgh Journal 8, 74-76.
- 1937. Leeuwenhock's zoological researches. Ann. Science 2, 1-46; 185-235.
- 1937. Jan Swammerdam, 1637-80. Nature, Londýn 139, 218-220 and 287.
- 1937. Swammerdam's home. Ann. Science 2, 236.
- 1937. The birthplace of Jan Swammerdam, 1637-1680. Isis, 27, 452.
- 1938. Observationes anatomicae selectiores Amstelodamensium. Edited with an introduction by F. J. Cole, F.A.S. University of Reading, xi + 45 and 53. 100 numbered copies.
- 1938. Microscopic science in Holland in the seventeenth century. Journal Quekett Micr. Club, (4) 1, 59-78.
- 1939. Bibliographical reflections of a biologist. Proc. Oxford Bibl. Society 5, 169-186. Reprinted in Osiris, 8, 289-315.
- 1939. The complete correspondence of Leeuwenhoek. Volume I. Nature, Londýn 144,956-958.
- 1941. The University of Leyden. Contributions to biology and medicine. Nature, Londýn 147, 161-163.
- 1943. Edward Tyson, 1650-1708. Nature, Londýn 152, 611-612.
- 1944, Hieronymus Fabricius, 1533-1619. Nature, Londýn 153, 149-150.
- 1944. Vesaliana. Nature, Londýn 153, 694-695.
- 1944. Bibliotheca Cushingiana. Nature, Londýn 154, 3-4.
- 1944. Mining and miners. Nature, Londýn 154, 161-2.
- 1944. A history of comparative anatomy from Aristotle to the eighteenth century. Londýn: Macmillan & Co. viii + 524. Reprinted, with corrections, 1949.
- 1944. De generatione. Nature, Londýn 154, 722-723.
- 1945. Medieval ornithology. Nature, Londýn 155, 707-708.
- 1946. The complete correspondence of Leeuwenhoek, Volume 2. Nature, Londýn 157, 3-4.
- 1946. Vesalius. Nature, Londýn 157, 246. Corrigenda, p. 437.
- 1947. Dr William Croone on generation. In Studies and essays in the history of Science and Learning offered in homage to George Sarton on the occasion of his sixtieth birthday, 31 August 1944, New York: Henry Schuman, pp. 113–135.
- 1947. The Huxley papers. Science Progr. 35, 370-371.
- 1947. New light on Vesalius. Nature, Londýn 159, 655-657.
- 1947. Vcsalius. British Medicine J. No. 4531, 734.
- 1948. Early English naturalists. Nature, Londýn 161, 373-374,
- 1949. Précis des decouvertes somiologiques ou zoologiques et botaniques. Nature, Londýn 163, 786.
- 1949. The complete correspondence of Leeuwenhoek. Volume 3. Nature, Londýn 163, 192-193.
- 1949. Darwin: before and after. The story of evolution. Science Progr. 37, 597-599.
- 1950. Jan Swammerdam (1637-1680). Nature, Londýn 165, 254-255.
- 1950. Timotheus of Gaza on animals. Fragments of a Byzantine paraphrase of an animalbook of the 5th century A.D. Translation, commentary and introduction. Ann. Science 6, 325-326.
- 1950. The 'Biblia Naturae' of Swammerdam. Nature, Londýn 165, 511.
- 1950. The 'Uyun Al-Akhbar' of Ibn Qutayba. Ann. Science 6, 148. Trans. L. Kopf, edit. F. S. Bodenheirner and L. Kopf.
- 1950. Cecil Clifford Dobell, 1886-1949. Centaurus, 1, 166-167.
- 1951. Letter from James Smetham to William Davies. Nature, Londýn 167, 138.
- 1951. A short history of anatomical teaching in Oxford. Ann. Science 7, 109-110.
- 1951. A history of biology. Nature, Londýn 167, 1042-1043.
- 1951. Wilkins Lecture. The history of micro-dissection. Proc. Royal Society B, 138, 159-187.
- 1951. Biological knowledge. A review of Singer's 'History of biology'. British Medicine Journal No. 4726, Aug. 4, 279.
- 1951. Die naturwissenschaftliche Illustration. Nature, Londýn 168, 486.
- 1951. Jacobson's organ. Nature. Londýn 168, 529-530.
- 1951. Aristotle's lantern. Centaurus, 1, 377.
- 1951. Leeuwenhoek. Nature, Londýn 168, 927.
- 1952. Edward Jenner, naturalist. Nature. Londýn 169, 4.
- 1952. Dictionary of scientists. British Medicine Journal No. 4753, 310-311.
- 1952. Leonardo the anatomist. Nature, Londýn 169, 1070-1071.
- 1952. Peter Artedi: a contemporary of Linnaeus. Nature, Londýn 170, 17.
- 1952. The scientific discipline. (Rev. Singer's essays). British Medicine Journal No. 4775, 91.
- 1952. Pelagia in Manx waters. Nature, Londýn 170, 587.
- 1952. Linnaeus redivivus. Nature. Londýn 170, 1036-1037.
- 1953. Vesalius on the brain. Nature, Londýn 171, 899.
- 1953. Leeuwenhock's letters. Volume 4. Nature, Londýn 172 696-697.
- 1953. The history of Albrecht Durrer's rhinoceros in zoological literature. In Science, medicine and history essay on the evolution of scientific thought and medical practice written in honour of Charles Singer, 1, 337-356. Oxford University Press.
- 1955. Bell's law. Not. Rec. Royal Society 11, 222-227.
- 1955. Man and animals. Nature, Londýn 176, 418-419.
- 1956. Galenus explicatus. Nature, Londýn 178, 440-441.
- 1957. William Harvey (1578-1657). Nature, Londýn 179, 1103-1105.
- 1957. Harvey's animals. Journal Historical Medicine 12, 106-113.
- 1957. Henry Power on the circulation of the blood. Journal Historical Medicine 12, 291-324.
- 1957. Herveius redivivus. Movement of the Heart and Blood in Animals. By William Harvey. Translated from the original Latin by Prof. Kenneth J. Franklin. Nature, Londýn 180, 449.
- 1958. Letuwenhock's Correspondence. The collected letters of Antoni van Leeuwenhock. Volume 5. Nature, Londýn 181, 1753-1754.
- 1958. Obiter dicta bibliographica. Journal Historical Medicine 13, 2-9